# Bioherma
Bioherma – nagromadzenie wapieni organogenicznych, powstałe na dnie morskim wskutek wzrostu zespołów osiadłych organizmów, np. gąbek, koralowców, szkarłupni i mięczaków.
Bioherma jest utworem geologicznym o przekroju soczewkowatym, zalegającym niezgodnie z sąsiadującymi warstwami skał osadowych. Struktura powstała w wyniku sedymentacji szczątków organicznych na dnie, zalegająca zgodnie z warstwowaniem skał, to biostroma. Kopalne biohermy w Polsce tworzą m.in. skałki wapienne na Wyżynie Krakowsko-Częstochowskiej i w rezerwacie przyrody Kadzielnia w Kielcach. Rozległe zespoły sylurskich bioherm znajdują się w Stanach Zjednoczonych, Kanadzie, na północnej Grenlandii, w Anglii, Szwecji, Estonii i Rosji. Na północnej Grenlandii znajduje się sylurska (landower–wenlok) rafa barierowa o długości 350 km.